# Numa Droz
Pour les articles homonymes, voir Droz.

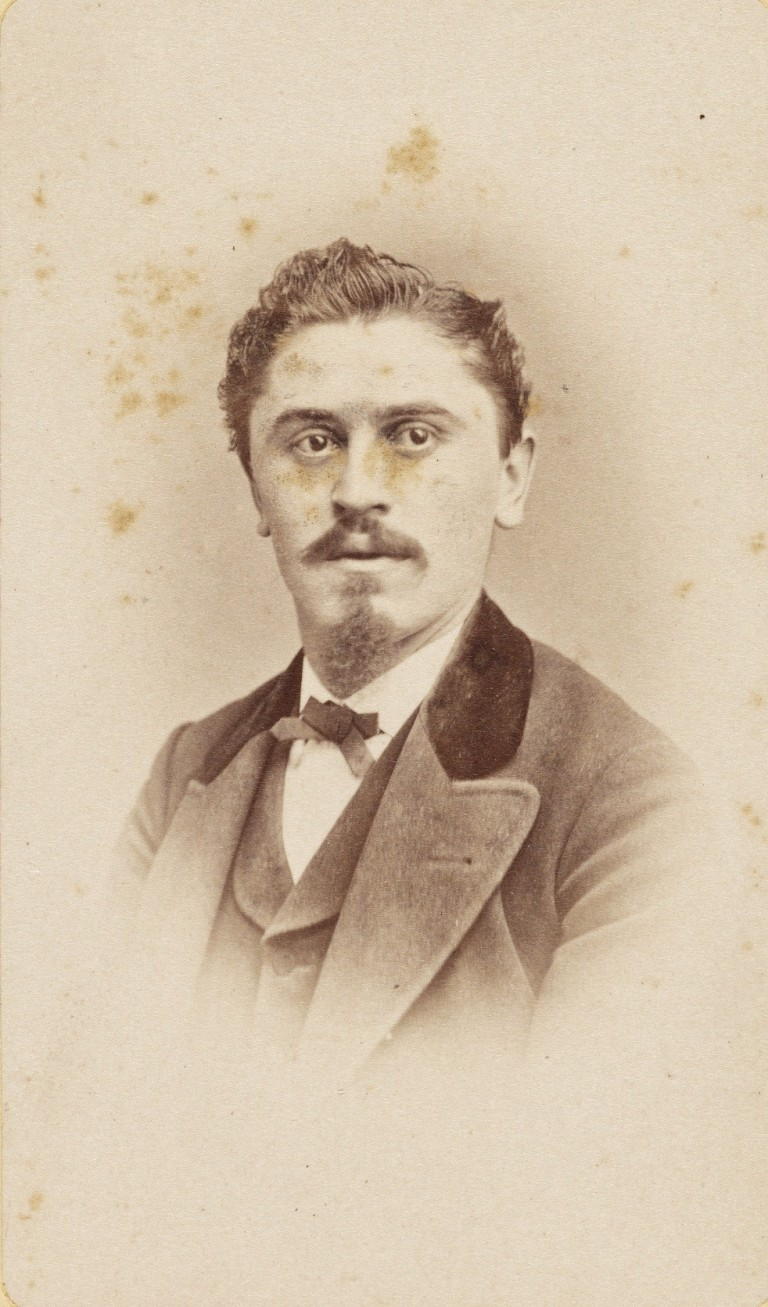
Numa Droz

Numa Droz, né le 27 janvier 1844 à La Chaux-de-Fonds (originaire du même lieu et du Locle) et mort à Berne le 13 décembre 1899, est une personnalité politique suisse, membre du Parti radical-démocratique (PRD). 
Graveur et instituteur, il est conseiller fédéral de 1876 à 1892. Élu à 31 ans, il est aujourd'hui encore le plus jeune conseiller fédéral que la Suisse a connu depuis 1848. Il est le promoteur d'une réforme du Conseil fédéral instituant un véritable département des affaires étrangères, alors que jusque-là ce poste était occupé chaque année par un membre différent du collège gouvernemental.

## Instituteur et politicien
Fils d'Eugène Droz, horloger, et de Louise-Elise Benguerel-dit-Perroud, Numa Droz vit une enfance relativement difficile. Son père meurt alors qu'il n'a que 6 ans et sa mère assure dès lors seule la conduite familiale. Numa Droz effectue en 1858-1859 un apprentissage de graveur en horlogerie dans l'entreprise Grandjean-Perrenoud-Comtesse de La Chaux-de-Fonds.
S'imaginant missionnaire, Numa Droz est répétiteur et surveillant à l'école-asile de Grandchamp à Boudry dès 1859. Il y apprend les langues et y forge sa foi et ses convictions. Il y rencontre également Félix Bovet, qui deviendra par la suite son confident. Sa demande est toutefois refusée par le Comité des missions. Il retourne donc à son métier de graveur.
Il prépare ensuite, en autodidacte, un brevet de capacité pour l'enseignement primaire qu'il acquiert en 1862. Entre 1862 et 1864, il enseigne à Chaumont, sur les hauteurs de Neuchâtel puis dans cette ville.
Il entre très jeune en politique puisqu'il devient à 20 ans, en 1864, rédacteur du National Suisse, le journal officiel du Parti radical-démocratique, auquel il contribua jusqu'en 1871. Il est élu au Grand Conseil du canton de Neuchâtel en 1869 et au Conseil d'État deux ans plus tard, le 2 juin 1871, à 27 ans. Il est chancelier d'État en 1872 (jusqu'en 1898, ce poste est occupé par un conseiller d'État). Il reste au Conseil d'État jusqu'au 31 janvier 1876, date de son entrée en fonction en tant que conseiller fédéral. Numa Droz n'a jamais présidé le Conseil d'État. À l'exécutif cantonal, Numa Droz hérite du département de l'instruction publique et des cultes. Il met en place la loi ecclésiastique, qualifiée de « Loi Numa Droz », dans laquelle il montre son attachement à un État laïc et à une Église contrôlée par ce dernier. Destinée à réduire l'influence de l'Église dans la société neuchâteloise, cette loi provoque une séparation au sein de l'Église réformée neuchâteloise et la création de l'Église indépendante (la branche indépendante et la branche dite « Nationale » fusionneront à nouveau en 1943 au sein de l'EREN). Il réforma également l'école primaire et rendit facultatif l'enseignement de la religion. Il propose le contrôle de l'argent et de l'or et en 1880, la première loi fédérale est promulguée. 
Un fonds d’archives concernant Numa Droz est conservé aux Archives de l’État de Neuchâtel. Il contient des documents sur sa vie privée ainsi que des documents sur l’histoire neuchâteloise, l’histoire suisse, les relations internationales, l’affaire Wohlgemuth, les chemins de fer ainsi que l’instruction publique. Le contenu détaillé de ce fonds d'archives se trouve dans le portail des archives neuchâteloises.
En 1872, il accède au Conseil des États, chambre qu'il préside brièvement en 1875.

## Conseil fédéral
Son élection est mouvementée. Le 10 décembre 1875, Numa Droz n'est pas élu, il n'obtient que 61 voix contre 85 à Bernhard Hammer pour le septième siège. Louis Ruchonnet est élu ce jour-là au quatrième siège. Refusant son élection, il faut procéder à un nouveau vote le 18 décembre. Contre Numa Droz, c'est Charles Estoppey qui est élu, mais ce dernier refuse son élection. Lors du nouveau vote, Numa Droz est finalement élu de justesse au deuxième tour avec 85 bulletins sur 168 valables (23e conseiller fédéral de l'histoire[réf. nécessaire]).
Réélu à cinq reprises (10 décembre 1878, 19 décembre 1881, 15 décembre 1884, 16 décembre 1887 et 11 décembre 1890), il occupe tout d'abord le Département de l'intérieur entre 1876 et 1878. Il crée le Département du commerce et de l'agriculture en 1878 et le dirige entre 1879 et 1880 puis entre 1882 et 1886. Le Département politique lui revient, en tant que président de la Confédération, en 1881 puis en 1887. Traditionnellement, ce département est géré par le président de la Confédération. Sous l'impulsion de Numa Droz, celui-ci va devenir un véritable département des affaires étrangères. Il en assure la direction de 1887 à 1892.
En 1889, il s'oppose à Bismarck lors de l'affaire Wohlgemuth, du nom d'un policier expulsé par la Suisse pour avoir exercé des activités d'espionnage envers des réfugiés allemands et dont Bismarck exigea la réintégration sous peine de sanction. Ce dernier estimait en effet que sa police avait le droit d'exercer sur le territoire suisse, position que le Conseil fédéral ne partageait pas et qu'il défendit fermement.
Numa Droz démissionne du Conseil fédéral en date du 18 décembre 1892.

## L'après Conseil fédéral

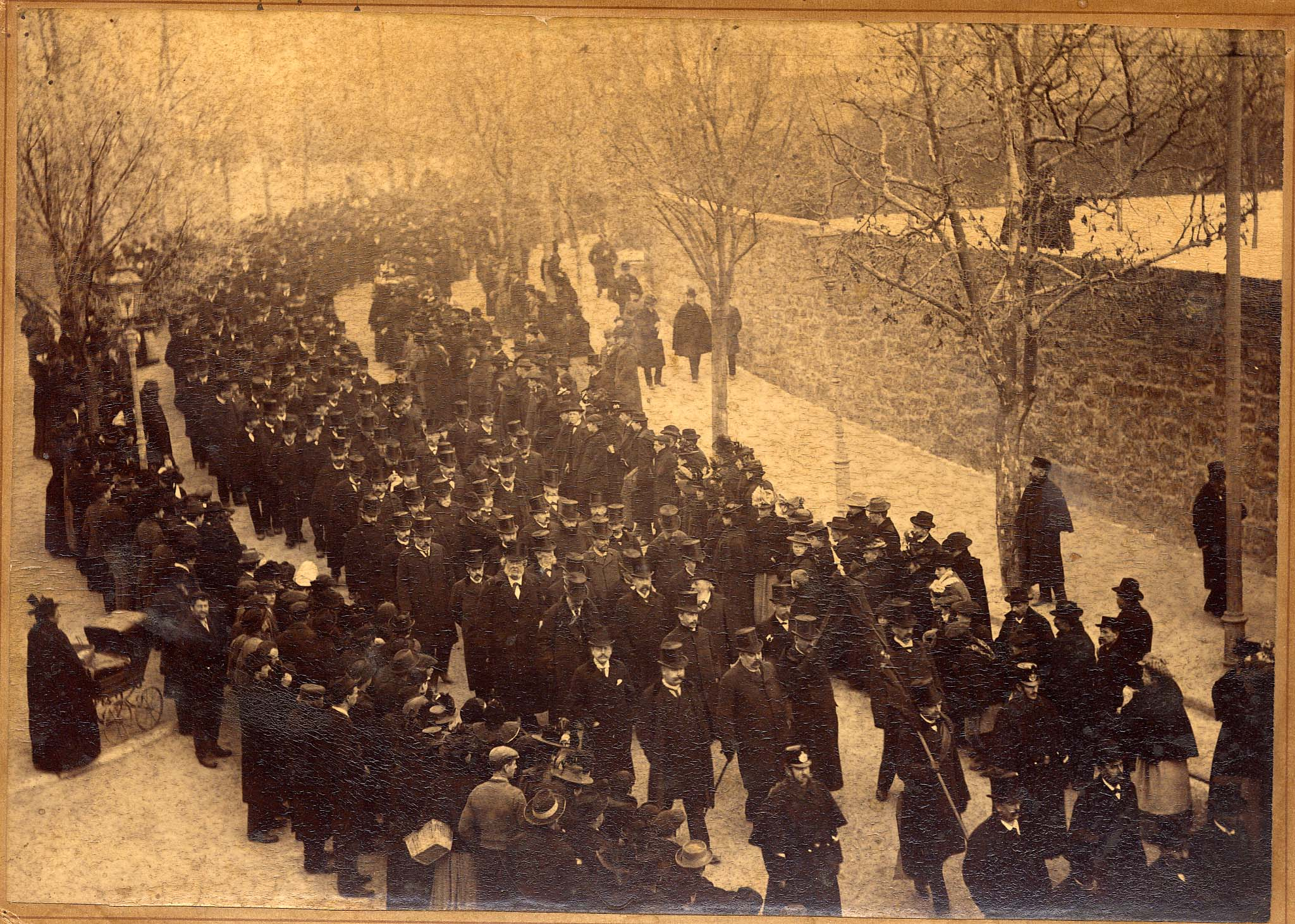
Son enterrement à Neuchâtel le 18 décembre 1899

Il devient directeur du Bureau international des transports à Berne et de l'Office central des transports internationaux par chemins de fer (OCTI).
Il est question de le nommer gouverneur de la Crète en 1897, mais l'Allemagne et la Russie s'y opposent[réf. nécessaire]. 
Il meurt à Berne le 13 décembre 1899.
Un collège et une rue portent son nom dans sa ville natale de La Chaux-de-Fonds ainsi qu'à Neuchâtel.

### Sur Numa Droz
- Urs Altermatt, Le Conseil fédéral : Dictionnaire biographique des cent premiers conseillers fédéraux, Yens-sur-Morges, Cabédita, 1993, 672 p. [détail des éditions] (présentation en ligne)
- Philippe Henry, « Numa Droz, homme politique 1844-1899 », dans Michel SCHLUP, Biographies neuchâteloises, tome 3, p.83-87, Hauterive, G.Attinger, 2001
- Eric-André Klauser, « Droz, Numa » dans le Dictionnaire historique de la Suisse en ligne.
- Jérôme Salmeron, Aspects de la vie et de l'action politique de Numa Droz : conseiller fédéral neuchâtelois, 2010, 173 p.
- Maurice Born, Les tribulations d'un helvète en Crète, in: Chroniques crétoises volume 38, 2018. Société d'études historiques crétoises, musée historique de Crète.

### De Numa Droz
- Numa Droz, Souvenirs d'un vieux montagnard. Histoire d'un proscrit de 1793. Nouvelle neuchâteloise, La Chaux-de-Fonds, Imprimerie du National suisse, 1869
- Numa Droz, Instruction civique : manuel à l'usage des écoles primaires supérieures, des écoles secondaires, des écoles complémentaires et des jeunes citoyens, Lausanne, D. Lebet, 1884
- Numa Droz, Études et portraits politiques, C. Eggimann (Genève), F. Alcan (Paris), 1895
- Numa Droz, Le rachat des chemins de fer suisses, Bâle et Genève, Georg, 1898
- Numa Droz, Essais économiques, Genève et Paris, C. Eggimann et Félix Alcan, 1896

## Sources d'archives
- Fonds : Numa Droz (1868-1899).  Cote : DROZ NUMA. Archives de l'État de Neuchâtel (présentation en ligne).